# Alan Menken
Alan Irwin Menken (22 de julho de 1949) é um compositor norte-americano. Ele é famoso por várias de suas trilhas sonoras para filmes da Walt Disney Animation Studios, sendo seus trabalhos mais reconhecidos os das trilhas sonoras de: A Pequena Sereia, A Bela e a Fera, Aladdin e Pocahontas, e cada filme lhe rendeu dois Oscars de Trilha Sonora e Canção Original. 
Menken também compôs a trilha de O Corcunda de Notre Dame, Nem Que a Vaca Tussa, Encantada e Enrolados, seu trabalho mais recente em uma animação da Disney, pelo qual recebeu sua 19º indicação ao Oscar. Alan Menken venceu o Oscar oito vezes no total, se tornando a pessoa viva com maior número de Oscar, empatado com a figurinista falecida, Edith Head, e perdendo para Alfred Newman com nove, e Walt Disney com 22 prêmios. Menken já colaborou muitas vezes com os letristas Howard Ashman, Tim Rice, Stephen Schwartz e atualmente Glenn Slater.
Seus trabalhos de destaque no teatro incluem as adaptações de A Bela e a Fera, Newsies e o horror musical Little Shop of Horrors escrito pelo seu amigo Howard Ashman. Juntos, fizeram as músicas para este musical Off-Broadway em 1982. Em 1986, o musical foi adaptado para os cinemas, e Menken recebeu sua primeira indicação ao Oscar, na categoria de Melhor Canção Original.

## Biografia
Alan Menken nasceu em Manhattan, filho de Judith Menken e Norman, um dentista. Ele desenvolveu o interesse pela música desde cedo estudando piano e violino. Fez faculdade de música na NYU Steinhardt, e em 1972 se casou com a bailarina Janis Roswick-Menken, com quem vive até hoje. Eles tiveram duas filhas: Anna e Nora.                                         Durante a década de 90, dominou o Oscar com suas trilhas sonoras para os clássicos Disney, e ficou famoso internacionalmente. Começando com A Pequena Sereia em 1989, pelo qual recebeu dois Oscar: Melhor Trilha Sonora Original e Melhor Canção Original com seu amigo, Howard Ashman, por under the sea. 
Em 10 de Novembro de 2010, ele recebeu uma estrela na Calçada da Fama de Hollywood. Recentemente, Menken adaptou Newsies ao teatro que lhe rendeu seu primeiro Tony Award de Melhor Trilha Sonora Original, e está em cartaz na Broadway com o musical Aladdin, adaptação do filme homônimo. 
Ele foi consagrado, um Disney Legend em 2001 pela sua contribuição as trilhas sonoras dos Clássicos Disney.

## Trabalhos

### Trilhas Sonoras
- A Pequena Loja de Horrores (1986)
- A Pequena Sereia (1989)
- A Bela e a Fera (1991)
- Newsies (1992)
- Aladdin (1992)
- Life with Mikey (1993)
- Pocahontas (1995)
- O Corcunda de Notre Dame (1996)
- Hercules (1997)
- Nem Que a Vaca Tussa (2004)
- Soltando os Cachorros (2006)
- Encantada (2007)
- Enrolados (2010)
- Espelho, Espelho Meu (2012)
- Beauty and the Beast (2017)
- Aladdin (2019)

### Apenas Canções
- Rocky V (1990) - música The Measure of a Man 1990
- Home Alone 2: Lost in New York (1992) - música My Christmas Tree 1992
- Maré Vermelha - música Eternal Father, Strong to Save 1995
- Armageddon - música Mister Big Time realizada por Jon Bon Jovi. 1998
- Pearl Harbor - música There You'll Be realizada por Faith Hill 2001
- Capitão América: O Primeiro Vingador - música Star Splanged Man 2011

### Televisão
- Cartoon All-Stars to the rescue - supervisor de música e compositor de Wonderful Ways to Say No, 1990.
- Um Conto de Natal 2004.

### Teatro Musicais
- Little Shop of Horrors 1982, (Off-Broadway) e 2003 Revival da Broadway
- A Bela e a Fera 1994, Broadway (candidato ao Tony Awards)
- A Christmas Carol 1995, Teatro Madison Square Garden
- King David 1997
- O Corcunda de Notre Dame 1999, Musical Alemão
- A Pequena Sereia 2008, Broadway (candidato ao Tony)
- Sister Act The Musical 2009 no West End, 2011 na Broadway (candidato ao Tony)
- Leap of Faith 2010, Los Angeles
- Newsies 2012 (vencedor do Tony)
- Aladdin 2013  (indicado ao Tony)

## Indicações e premiações do Oscar
- 1986
  - Indicado, Canção original (com Howard Ashman) - "Mean Green Mother from Outer Space", de A Pequena Loja de Horrores
- 1989
  - Vencedor, Trilha Sonora Original - A Pequena Sereia
  - Vencedor, Canção Original (com Ashman) - "Under the Sea", de A Pequena Sereia
  - Indicado, Canção Original (com Ashman) - "Kiss the Girl", de A Pequena Sereia
- 1991
  - Vencedor, Trilha Sonora Original - A Bela e a Fera
  - Vencedor, Canção Original (com Ashman) - "Beauty and the Beast", de A Bela e a Fera
  - Indicado, Canção Original (com Ashman) - "Belle", de A Bela e a Fera
  - Indicado, Canção Original (com Ashman) - "Be Our Guest", de A Bela e a Fera
- 1992
  - Vencedor, Trilha Sonora Original - Aladdin
  - Vencedor, Música Original (com Tim Rice) - "A Whole New World", de Aladdin
  - Indicado, Canção Original (com Ashman) - "Friend Like Me", de Aladdin
- 1995
  - Vencedor, Canção Original (com Stephen Schwartz) - "Colors of the Wind", de Pocahontas
  - Vencedor, Trilha Sonora Original  - Pocahontas
- 1996
  - Indicado, Trilha Sonora Original (com Schwartz) - O Corcunda de Notre Dame
- 1997
  - Indicado, Canção Original (com David Zippel) - "Go the Distance", de Hercules
- 2007
  - Indicado, Canção Original (com Schwartz) - "Happy Working Song", de Encantada
  - Indicado, Canção Original (com Schwartz) - "So Close", de Encantada
  - Indicado, Canção Original (com Schwartz) - "That's How You Know", de Encantada
- 2010
  - Indicado, Canção Original (com Glenn Staler) - "I See the Light", de Enrolados

## Outros Prêmios

### Globo de Ouro
Menken recebeu sete Globos de Ouro e 16 indicações.

### Grammy
Menken recebeu doze Grammy Awards, incluindo Canção do Ano em 1993.

### Tony Awards
- 1994 Nomeado ao Tony de Melhor Trilha Sonora Original  - A Bela e a Fera
- 2008 Nomeado ao Tony  de Melhor Trilha Sonora Original - A Pequena Sereia
- 2011 Nomeado ao Tony  de Melhor Trilha Sonora Original - Sister Act the Musical
- 2012 Venceu o Tony  de Melhor Trilha Sonora Original - Newsies
- 2014  Nomeado ao Tony  de Melhor Trilha Sonora Original - Aladdin

### Emmy Awards
- 2013 Nomeado á Melhor Musica e Letras Original - The Neighbors[6]

### Drama Desk Awards
- 1983 Drama Desk Award para Melhor Música - Little Shop of Horrors (nomeado)
- 1994 Drama Desk Award para Melhor Música  - A Bela e a Fera (nomeado)
- 2011 Drama Desk Award para Melhor Música  - Sister Act (nomeado)
- 2012 Drama Desk Award para Melhor Música  - Newsies (venceu)
- 2012 Drama Desk Award para Melhor Música- Leap of Faith (nomeado)
- 2014 Drama Desk Award para Melhor Música - Aladdin (nomeado)

### Outros
- 2001 Disney Legends
- 2013 Freddie G. Award por Excelência em Música